# Scybalocanthon trimaculatus
Scybalocanthon trimaculatus är en skalbaggsart som beskrevs av Schmidt 1922. Scybalocanthon trimaculatus ingår i släktet Scybalocanthon och familjen bladhorningar. Inga underarter finns listade i Catalogue of Life.